# Линк, Катарина Маргарета
Катарина Маргарета Линк (умерла в 1721 г.) была прусской женщиной, которая большую часть своей взрослой жизни выдавала себя за мужчину. Она женилась на женщине и на основании их совместной сексуальной активности была осуждена за содомию и казнена по приказу короля Фридриха-Вильгельма I в 1721 году. Казнь Линк была последней казнью за лесбийский секс в Европе, аномальной для своего времени.

## Сведения о жизни и процессе
Единственным источником информации о Линк является судебный документ от 13 октября 1721 года. В нём обобщаются показания, данные на суде над Линк и её женой, и рассматриваются возможные наказания для рассмотрения монархом. Учёные того периода характеризуют её как лесбиянку и помещают её в социальный контекст, в котором женщины надевали мужскую одежду по разным причинам, в том числе «для того, чтобы заниматься сексом с другой женщиной, с или без ведома другой женщины».
Линк была внебрачным ребёнком вдовы и выросла в приюте в Галле. По свидетельству её матери, покинув приют в 14 лет и научившись шить и делать пуговицы, Линк «[в] целях вести целомудренную жизнь … переоделась в мужскую одежду» и затем провела несколько лет с неортодоксальной религиозной группой, которую она называла «Вдохновители» — вероятно, разновидность квакеров. Затем Линк три года служила в ганноверской армии, пока не дезертировала в 1708 году. При задержании она избежала повешения, «когда раскрыла свой пол», подвергшись осмотру кем-то, идентифицированным как профессор Франкен. Она служила в вооружённых силах Пруссии, пока из письма Франкена не выяснилось, что она женщина. Уволенная с военной службы, Линк вернулась в Галле и какое-то лето жила в роли женщины. Затем она присоединилась к польскому гарнизону, а затем к силам Гессена, используя ещё несколько мужских псевдонимов и оба раза дезертировав со службы. Она снова вернулась в Галле и несколько лет торговала тканями, иногда руководя несколькими женщинами, «иногда в женской, иногда в мужской одежде». Когда её арестовали, предположительно за её более раннее дезертирство, она снова была освобождена «из-за профессора Франкена и его раскрытия её женского пола», но только после физического осмотра властями в ратуше.
В 1717 году, снова надев мужскую одежду и представившись мужчиной по имени Анастасий Лагрантиус Розенстенгель, она познакомилась с 18-летней Катариной Маргаретой Мюльхан в Хальберштадте и женилась на ней. Судебные протоколы подробно описывают их сексуальные действия. Линк «сделала пенис из мягкой кожи… и привязала его к лобку кожаным ремешком. Когда она легла в постель со своей предполагаемой [sic] женой, она вставила этот кожаный предмет в её тело и таким образом фактически совершила половой акт». Линк утверждала, что совершала аналогичные действия с женщинами, которых она нанимала, когда служила солдатом. Линк свидетельствовала о том, что испытывала сильное возбуждение во время полового акта: «всякий раз, когда она была на пике своей страсти, она чувствовала покалывание в венах, руках и ногах». Брак был незарегистрированным, мать Мюльхан время от времени пыталась разлучить пару. Линк, поддерживая себя попрошайничеством и иногда переезжая в поисках благотворительной помощи, сама была крещена в католической церкви, а затем приняла крещение как лютеранка. В протоколах суда говорится, что при последней очной ставке мать Мюльхан «обвинила подсудимую в том, что она женщина, а не мужчина», «разорвала ей штаны, осмотрела её и… не нашла ни малейших признаков мужского пола». Мать Мюльхан предоставила властям искусственный пенис вместе с «обтянутым кожей рогом», который Линк носила рядом с телом, что составляло часть её мужской маскировки и позволяло ей мочиться стоя.
В суде Линк и Мюльхан оспаривали, полностью ли Мюльхан понимала, как осуществлялся их половой акт. Мюльхан в своих показаниях подробно описала, как Линк «пытала и мучила её» при попытке полового акта. Она сказала, что её вопросы о том, как Линк мочится, были встречены оскорбительными комментариями и угрозами насилия. Она описала, как однажды в 1717 году во сне исследовала анатомию Линк и обнаружила, что «он был создан точно таким же, как она сама». Это дало ей силы сопротивляться Линк, которая умоляла её не уведомлять власти и предлагала жить с ней как брат и сестра.
Линк призналась в содомии из-за того, что была «введена в заблуждение сатаной», но отрицала, что заставляла Мюльхан страдать. Она утверждала, что её брак с Мюльхан был делом иных сил, поскольку сатана преследовал её с самого рождения. Что касается дополнительных обвинений, она заявила, что ношение мужской одежды запрещено замужним женщинам, но не незамужним; она сказала, что пострадала за своё дезертирство, когда «неделями провела в цепях и оковах», находясь под арестом; она оправдала свои многократные крещения тем, что они были мотивированы новыми заветами с Богом. Суммарно:
Совершила ли она преступление, она не знала; она исповедовалась и каялась в своих грехах; она десятикратно заслужила смерть; однако, даже если с ней покончат, другие, подобные ей, останутся. Она не знала, что ещё предложить в качестве оправдания; она грешила против Бога и была вполне готова умереть.
Наконец, два медицинских свидетеля сообщили, что при осмотре Линк они не обнаружили «ничего гермафродитного, не говоря уже о мужском».
Местный суд направил протоколы своего расследования на юридический факультет в Дуйсбурге, который рекомендовал публично повесить Линк, а её тело сжечь. Они рекомендовали пытки, чтобы получить дополнительные показания от Мюльхан. Должностные лица Хальберштадта, которые представляли всю эту информацию на рассмотрение королю Фридриху-Вильгельму, подробно писали о трудностях определения надлежащего наказания, поскольку Библия ничего не говорит о сексуальных отношениях между женщинами, а рассматриваемые действия не соответствуют формальному определению гомосексуализма, поскольку они были «совершены безжизненным кожаным устройством». Они также вынесли на рассмотрение, какой метод казни подходит: обезглавливание, повешение или сожжение. Рекомендация заключалась в обезглавливании мечом, а тело потом полагалось сжечь. Некоторые члены суда, которые считали, что смертная казнь не может быть вынесена, если поведение Линк не будет точно соответствовать библейским определениям содомии, рекомендовали порку за другие её преступления. В отчете признавалось, что Мюльхан совершила меньшее преступление, и она описывалась как «этот простодушный человек, позволивший соблазнить себя на разврат». Для неё суд Хальберштадта рекомендовал три года тюремного заключения с последующим изгнанием, а не пытки, рекомендованные судом Дуйсбурга. Король подтвердил смертный приговор через обезглавливание для Линк и тюремное заключение для Мюльхан.
История Линк стала сюжетом пьесы Executed For Sodomy: The Life of Catharina Linck, поставленной на Эдинбургском фестивале Fringe в 2013 году.
Монолог Линк включён в сольный спектакль Джека Шамблина SODOMITE, A History Of Sodomy Laws, который был показан в PS 122, Dixon Place, The Red Room Theater, Mother и Jackie 60 в середине-конце 90-х годов в Нью-Йорке. Это было политическое выступление против существовавших тогда в США законов о содомии. Монолог переосмыслен в видеоарте Фреда Кенига для книги Джека Шамблина Queering The Stage, представленной на Hot Festival 2015 в Dixon Place в Нью-Йорке.